# Анкени (Айова)
Анкени (англ. Ankeny) — город в округе Полк в Айове в Соединённых Штатах Америки. По данным переписи 2020 года население Анкени составляло 67 887 человек, что делает его седьмым по численности населения городом в штате; это один из самых быстрорастущих городов в штате (в 2010 году население города было менее 46 тысяч).

## География
Город расположен в северо-центральной части округа Полк. На востоке он граничит с межштатной автомагистралью I-35, а через центр города проходит федеральное шоссе US 69.

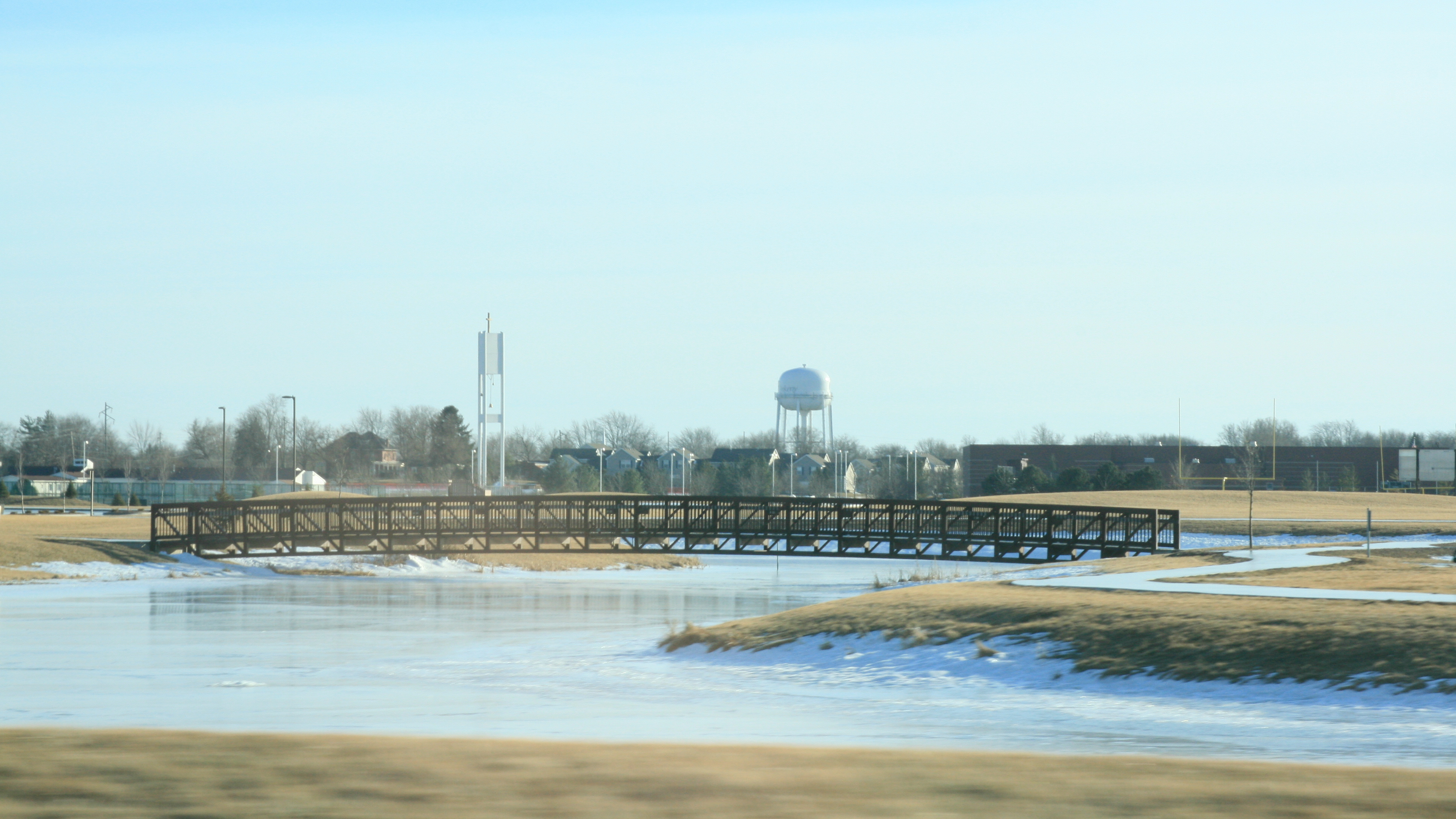
Промышленный пейзаж Анкени

Большая часть территории Анкени представляет собой сушу с небольшим количеством парковых прудов и ручьёв. По данным Бюро переписи населения США, общая площадь города составляет 29,33 квадратных миль (75,96 км2).
Как и большая часть округа Полк, Анкени находится в нижней части Де-Мойнской долины, топографической ландшафтной области, в районе, известном как выступ Бемис. Долина образовалась во время висконсинского оледенения, оставив значительные отложения, что привело к образованию области с низким рельефом.
Верхние отложения, на которых расположен Анкени, в основном представляют собой переменную смесь ила, песка, гравия и суглинка глубиной менее 8 метров. Уровень грунтовых вод сезонно повышается. Коренная порода, на которой расположен город, является частью группы Чероки и состоит в основном из серого сланца и песчаника, с вторичными черными сланцами, углем и аргиллитом.